# Free On Board
L'espressione Free On Board (occasionalmente ed erroneamente definita anche come freight on board; in italiano: franco a bordo indicante il porto d'imbarco convenuto), utilizzata nella forma breve di acronimo come FOB, è una delle clausole contrattuali in uso nelle compravendite internazionali, quelle codificate nell'Incoterms e che servono a statuire i diritti e i doveri di ognuna delle parti in causa, definendo anche la suddivisione dei costi di trasporto, assicurativi e doganali tra venditore ed acquirente.

## Incoterms 2020
Dal sito ICC italiano, si legge che "il venditore effettua la consegna mettendo la merce a bordo della nave designata dal compratore [...]. Il rischio di perdita o di danni alla merce passa quando la merce è a bordo della nave e il compratore sopporta tutte le spese da tale momento in avanti. Il venditore deve provvedere a consegnare la merce a bordo della nave o procurare la merce già così consegnata per la spedizione. Il riferimento a “procurare” qui riguarda le cosiddette vendite multiple a catena. FOB richiede che il venditore, se del caso, sdogani la merce all’esportazione. [...]".
Funziona come il FAS Free Alongside Ship, tale per cui il venditore porta la merce (imballata o sfusa/unpackaged) in un porto di imbarco/di partenza/di caricamento (port of shipment/loading) convenuto alla/entro la data pattuita, ma più l'obbligo, le spese e il rischio di caricamento dal punto di caricamento (point of loading), ovvero la banchina (quay) o una chiatta (barge), sulla nave commerciale attraccata al porto d’imbarco sono a carico del venditore, non più del compratore. Infatti si specifica che la merce non si limita a essere scaricata sottobordo (su banchina o chiatta), ma va consegnata mettendola "a bordo della nave" (citazione testuale). I nomi e le sigle dei termini indicano esplicitamente e letteralmente come avviene la consegna: alongside ship VS on board. Quando la merce è imbarcata/a bordo della nave/on board e pronta per la partenza (per la precisione, quando la merce supera fisicamente il fianco/murata della nave per essere posata per terra e/o messa nella stiva, a prescindere dal modo in cui viene caricata a bordo), tutti gli altri costi sono a carico del compratore e i rischi e obblighi ("delivery") si spostano in capo al compratore. Quindi, nel momento in cui la merce supera fisicamente la murata della nave, avviene il delivery.
La merce non deve essere stata affidata a un vettore/spedizioniere prima del caricamento sulla nave e la stessa ICC sconsiglia l'uso di tutti i termini marittimi per la spedizione di merce in container e consiglia invece il termine FCA Free Carrier.
Gli obblighi, rischi e costi di produzione di documenti e licenze per l'export è a priori in capo al venditore, che deve anche produrre la fattura commerciale e un documento che attesta che la merce ha superato la murata della nave, ovvero la polizza di carico marittima/Bill of Lading o la Seaway Bill. Se la merce non viene caricata o la nave è assente o arriva in ritardo, il venditore deve notificarlo al compratore. In generale, ogni documento prodotto può essere cartaceo o digitale/paperless. I termini non-C non sanciscono l'obbligo da parte del compratore di ritirare fisicamente la merce. Non c'è nessun obbligo di assicurazione della merce e, se il compratore vuole stipulare un'assicurazione e ha bisogno di informazioni che il venditore possiede, quest'ultimo deve fornirgliele; se ciò genera dei costi, essi vanno rimborsati al venditore. Se il compratore deve conoscere delle informazioni particolari o istruzioni per trasportare la merce (e.g. in caso di merce fragile, deperibile o merce pericolosa come gas, alcol etilico, acido e sostanze radioattive), il venditore deve fornirgliele. In più, tutti gli oneri relativi alla sicurezza delle merci sono a carico del venditore finché non avviene il delivery, cioè finché la merce non supera la murata della nave.

## Vecchie edizioni

### Incoterms 2000
Questa specifica notazione, nata per il trasporto marittimo da qui la usuale traduzione di Franco a bordo di una nave, stabilisce che a carico del venditore siano tutte le spese di trasporto fino al porto d'imbarco, compresi eventuali costi per l'imbarco nave, ovvero fino alla murata della nave, nonché le spese per l'ottenimento di licenze e documentazioni per l'esportazione dalla nazione di origine e quelle per le operazioni doganali sempre di esportazione.
Dal momento in cui la merce è considerata pronta per la partenza tutte le altre spese sono da considerarsi a carico dell'acquirente, compresi i costi di assicurazione.
Per quanto concerne la responsabilità della merce questa passa dal venditore al compratore al momento in cui la merce stessa supera fisicamente la verticale della murata della nave.
La formulazione di questo termine di resa è considerata completa con l'indicazione del porto di imbarco (esempio FOB Genova). Da questo termine erano stati mutuati, anche se ormai non più corretti, anche i termini FOR - Free on Rail e FOT - Free on Truck rispettivamente in uso nel caso il trasporto avvenisse via ferrovia o via autocarro.
Nel caso del trasporto ferroviario, del trasporto via strada e del trasporto aereo il termine equivalente è Free Carrier (FCA).

### Incoterms 2010
In occasione della revisione dell'Incoterms avvenuta nel 2010 per questa specifica resa non ci sono state modifiche sostanziali ma è semplicemente stato ribadito ufficialmente il fatto che possa essere utilizzata esclusivamente nel caso il trasporto avvenga via nave.

## Schema dei costi a carico di chi vende
| Assicurazione | Carico merce | Dogana export | Trasporto sino al porto di partenza | carico sulla nave | Trasporto a destino | Dogana import | Tasse importazione |
| ------------- | ------------ | ------------- | ----------------------------------- | ----------------- | ------------------- | ------------- | ------------------ |
| NO            | SI           | SI            | SI                                  | SI                | NO                  | NO            | NO                 |